# Coupe de Turquie de football 2019-2020
Navigation
Édition précédente Édition suivante
La Coupe de Turquie de football 2019-2020, est la 58e édition de la Coupe de Turquie.
Elle est organisée par la Fédération de Turquie de football (TFF). La compétition met aux prises 160 clubs amateurs et professionnels à travers la Turquie. Galatasaray SK est le tenant du titre.
Le Trabzonspor remporte son 9e titre en battant en finale l'Alanyaspor.

## Calendrier
Le calendrier de la Coupe de Turquie 2019-2020 a été annoncé sur le site Internet de la Fédération turque de football le 18 juillet 2019.
| Tour             | Date                                    | Équipes participantes | Équipes entrantes |
| ---------------- | --------------------------------------- | --------------------- | ----------------- |
| 1er tour         | 27-29 août 2019                         | 44                    | 44                |
| 2e tour          | 10-12 septembre 2019                    | 66                    | 44                |
| 3e tour          | 24-26 septembre 2019                    | 92                    | 59                |
| 4e tour          | 29-31 octobre 2019                      | 54                    | 8                 |
| 5e tour          | 3-5 décembre 2019 / 17-19 décembre 2019 | 32                    | 5                 |
| 8es de finale    | 14-16 janvier 2020 / 21-23 janvier 2020 | 16                    | -                 |
| Quarts de finale | 4-6 février 2020 / 11-13 février 2020   | 8                     | -                 |
| Demi-finale      | 3-5 mars 2020 / 16-18 juin 2020         | 4                     | -                 |
| Finale           | 29 juillet 2020                         | 2                     | -                 |

## Résultats

### Premier tour
Le tirage au sort a eu lieu le 19 août 2019. La programmation des matchs a été annoncée le 23 août 2019.
| Équipe 1                            | Résultat        | Équipe 2                    |
| ----------------------------------- | --------------- | --------------------------- |
| Yozgatspor 1959 FK                  | 0 - 0 4 - 2 tab | 68 Aksaray Belediyespor     |
| Malatya Yeşilyurt Belediyespor      | 5 - 0           | 12 Bingölspor               |
| 1954 Kelkit Belediyespor            | 0 - 0 5 - 4 tab | Çarşambaspor                |
| Ağrı 1970 Spor                      | 5 - 0           | Iğdır Es Spor               |
| Kastamonu Özel İdare Köy Hizmetleri | 1 - 1 3 - 2 tab | Bartınspor                  |
| İçel İdman Yurdu                    | 1 - 0           | Kepez Belediyespor          |
| Maltepespor                         | 1 - 0           | Hendekspor                  |
| 1877 Alemdağspor                    | 3 - 1           | Modafen                     |
| Belediye Derincespor                | 2 - 3ap         | Edirnespor                  |
| Somaspor                            | 1 - 1 4 - 3 tab | Akşehir SK                  |
| Yalova Kadıköy                      | 0 - 0 3 - 4 tab | Bigaspor                    |
| Bursa Yıldırımspor                  | 1 - 0           | Bozüyük Vitraspor           |
| TKİ Tavşanlı Linyitspor             | 1 - 0           | Isparta 32 Spor             |
| Karaman Belediyespor                | 1 - 0           | Bucak Belediye Oğuzhanspor  |
| Çubukspor                           | 1 - 3           | Kırıkkale Büyük Anadoluspor |
| Kilis Belediyespor                  | 1 - 0           | Dersimspor                  |
| Mardin Büyükşehir Başakspor         | 2 - 1           | Kahta 02                    |
| Muş Menderesspor                    | 2 - 1           | Bitlis Özgüzelderespor      |
| Yüksekova Belediyespor              | 0 - 2           | Siirt İl Özel İdaresi Spor  |
| Kars 36 Spor                        | 1 - 0           | Hoçvanspor                  |
| Görelespor                          | 1 - 0           | Merzifonspor                |
| 1074 Çankırıspor                    | 2 - 0           | Boyabat 1868 Spor           |

## Deuxième tour
Le tirage au sort a eu lieu le 2 septembre 2019. La programmation des matchs a été annoncée le 5 septembre 2019.
| Équipe 1                       | Résultat        | Équipe 2                            |
| ------------------------------ | --------------- | ----------------------------------- |
| Kars 36 Spor                   | 0 - 0 3 - 4 tab | Pazarspor                           |
| Yeni Orduspor                  | 0 - 2           | Fatsa Belediyespor                  |
| Kemerspor 2003                 | 2 - 0           | Karaman Belediyespor                |
| 1877 Alemdağspor               | 2 - 0           | Çatalcaspor                         |
| Kocaelispor                    | 3 - 1           | Gölcükspor                          |
| İçel İdman Yurdu               | 1 - 0           | Serik Belediyespor                  |
| Ağrı 1970 SK                   | 3 - 3 4 - 2 tab | Artvin Hopaspor                     |
| Batman Petrolspor              | 1 - 3           | Mardin Büyükşehir Başakspor         |
| Silivrispor                    | 2 - 0           | Bursa Yıldırımspor                  |
| Maltepespor                    | 1 - 3           | Erokspor                            |
| Şile Yıldızspor                | 1 - 2           | Karacabey Belediyespor              |
| Büyükçekmece Tepecikspor       | 1 - 0           | Halide Edip Adıvarspor              |
| Bayrampaşa SK                  | 4 - 1           | Bigaspor                            |
| 1074 Çankırıspor               | 5 - 2           | Kastamonu Özel İdare Köy Hizmetleri |
| Düzcespor                      | 0 - 2           | Darıca Gençlerbirliği               |
| Çankaya FK                     | 1 - 4           | Kırıkkale Büyük Anadoluspor         |
| Altındağ Belediyespor          | 1 - 2           | Yozgatspor 1959 FK                  |
| Tokatspor                      | 0 - 2           | Erbaaspor                           |
| 1954 Kelkit Belediyespor       | 1 - 0           | Ofspor                              |
| Görelespor                     | 3 - 0           | Yomraspor                           |
| Malatya Yeşilyurt Belediyespor | 0 - 5           | Elazığ Belediyespor                 |
| Cizre Spor                     | 1 - 1 5 - 6 tab | Diyarbekirspor                      |
| Karaköprü Belediyespor         | 1 - 2           | Siirt İl Özel İdaresi Spor          |
| Erzinspor                      | 3 - 1           | Kilis Belediyespor                  |
| Nevşehir Belediyespor          | 0 - 1           | Osmaniyespor FK                     |
| Kozanspor                      | 0 - 3           | Payasspor                           |
| Bucaspor 1928                  | 2 - 2 3 - 5 tab | Nazilli Belediyespor                |
| Fethiyespor                    | 3 - 2           | Kızılcabölükspor                    |
| Manisaspor                     | 1 - 2           | Turgutluspor                        |
| TKİ Tavşanlı Linyitspor        | 0 - 1           | Somaspor                            |
| Karşıyaka                      | 0 - 0 2 - 4 tab | Muğlaspor                           |
| Sultanbeyli Belediyespor       | 0 - 1           | Edirnespor                          |
| 24 Erzincanspor                | 3 - 1           | Muş Menderesspor                    |

### Troisième tour
Le tirage au sort a eu lieu le 17 septembre 2019. La programmation des matchs a été annoncée le 18 septembre 2019.
| Équipe 1                    | Résultat        | Équipe 2                   |
| --------------------------- | --------------- | -------------------------- |
| Yeni Çorumspor              | 0 - 1           | Kasımpaşa SK               |
| Mardin Büyükşehir Başakspor | 0 - 2           | Altay SK                   |
| Payaaspor                   | 1 - 1 4 - 2 tab | Boluspor                   |
| 1877 Alemdağspor            | 0 - 3           | Sancaktepe FK              |
| Edirnespor                  | 3 - 4           | BB Erzurum                 |
| Erokspor                    | 1 - 0           | Uşak Spor                  |
| Karacabey Belediyespor      | 2 - 0           | Ümraniyespor               |
| Muğlaspor                   | 1 - 3           | Bursaspor                  |
| Somaspor                    | 1 - 2           | Keçiörengücü               |
| Altınordu FK                | 0 - 0 4 - 2 tab | 1922 Konyaspor             |
| Şanlıurfaspor               | 0 - 1           | 24 Erzincanspor            |
| Balıkesirspor               | 0 - 1           | Vanspor                    |
| Adanaspor                   | 3 - 1           | Fethiyespor                |
| Amed SFK                    | 4 - 1           | Ağrı 1970 SK               |
| Osmanlıspor                 | 1 - 1 4 - 5 tab | İçel İdman Yurdu           |
| Kocaelispor                 | 0 - 1           | Sivas Belediyespor         |
| Afjet Afyonspor             | 0 - 1           | Bayrampaşa SK              |
| Ankara Demirspor            | 1 - 2           | Başkent Akademi            |
| Elazığspor                  | 0 - 1           | Tepecikspor                |
| Fatsa Belediyespor          | 0 - 4           | Samsunspor                 |
| Göztepe SK                  | 3 - 0           | Yozgatspor 1959            |
| Hekimoğlu Trabzon           | 2 - 0           | Adana Demirspor            |
| Kahramanmaraşspor           | 1 - 4           | Fatih Karagümrük           |
| Kemerspor 2003              | 2 - 2 4 - 2 tab | Sarıyer SK                 |
| Kırklarelispor              | 1 - 0           | 1954 Kelkit Belediyespor   |
| Manisa FK                   | 2 - 1           | Elazığ Belediyespor        |
| Menemenspor                 | 2 - 1           | Kırşehir Belediyespor      |
| Pendikspor                  | 0 - 3           | Turgutluspor               |
| Silivrispor                 | 1 - 2           | Kastamonuspor 1966         |
| Ergene Velimeşespor         | 1 - 4           | Eyüpspor                   |
| Zonguldak Kömürspor         | 2 - 2 4 - 5 tab | Niğde Anadolu              |
| Istanbulspor                | 3 - 2           | Pazarspor                  |
| Bandırmaspor                | 2 - 1           | Etimesgut Belediyespor     |
| Diyarbekirspor              | 2 - 1           | Eskişehirspor              |
| Erzinspor                   | 1 - 4           | Inegölspor                 |
| Tarsus İdman Yurdu          | 4 - 0           | Darıca Gençlerbirliği      |
| Bodrumspor                  | 3 - 0           | Erbaaspor                  |
| Görelespor                  | 4 - 1           | Giresunspor                |
| Hacettepe SK                | 0 - 4           | Denizlispor                |
| Kardemir Karabükspor        | 1 - 1 5 - 6 tab | Gümüşhanespor              |
| Tuzlaspor                   | 2 - 1           | Nazilli Belediyespor       |
| Kırıkkale Büyük Anadoluspor | 0 - 4           | Gaziantep FK               |
| Gençlerbirliği              | 2 - 0           | Osmaniye FK                |
| Akhisar Belediyespor        | 0 - 0 2 - 4 tab | Bayburt Özel İdare Spor    |
| Hatayspor                   | 0 - 1           | Siirt İl Özel İdaresi Spor |
| Sakaryaspor                 | 1 - 1 3 - 4 tab | 1074 Çankırıspor           |

### Quatrième tour
Le tirage au sort a eu lieu le 3 octobre 2019. La programmation des matchs a été annoncée le 17 octobre 2019.
| Équipe 1               | Résultat        | Équipe 2                   |
| ---------------------- | --------------- | -------------------------- |
| Hekimoğlu Trabzon      | 3 - 0           | Menemenspor                |
| 1074 Çankırıspor       | 1 - 3           | Çaykur Rizespor            |
| Altınordu FK           | 3 - 1           | Amed SFK                   |
| Niğde Anadolu          | 0 - 0 2 - 3 tab | Antalyaspor                |
| Eyüpspor               | 1 - 0ap         | Konyaspor                  |
| Altay SK               | 1 - 0           | Görelespor                 |
| Adanaspor              | 3 - 0           | Diyarbekispor              |
| Alanyaspor             | 3 - 0           | Inegölspor                 |
| Vanspor                | 1 - 0           | Sancaktepe FK              |
| Gümüşhanespor          | 0 - 3           | Samsunspor                 |
| Kastamonuspor 1966     | 1 - 1 4 - 5 tab | 24 Erzincanspor            |
| Keçiörengücü           | 3 - 1           | Siirt İl Özel İdaresi Spor |
| Payasspor              | 2 - 3           | Manisa FK                  |
| Kemerspor 2003         | 2 - 3           | Kasımpaşa SK               |
| Fatih Karagümrük SK    | 4 - 1           | Bandırmaspor               |
| Istanbulspor           | 5 - 2ap         | Büyükçekmece Tepecikspor   |
| Karacabey Belediyespor | 1 - 3           | Tuzlaspor                  |
| BB Erzurumspor         | 3 - 1           | Bodrum FK                  |
| Gençlerbirliği         | 0 - 2           | Esenler Erokspor           |
| Göztepe SK             | 3 - 0           | Sivas Belediyespor         |
| Tarsus İdman Yurdu SK  | 1 - 3           | Fenerbahçe SK              |
| Bayburt Özel İdarespor | 1 - 2           | Bursaspor                  |
| Başkent Akademi        | 0 - 6           | Sivasspor                  |
| Kırklarelispor         | 1 - 0           | Ankaragücü                 |
| Kayserispor            | 2 - 0ap         | Bayrampaşa SK              |
| Gaziantep FK           | 3 - 0           | Turgutluspor               |
| Denizlispor            | 4 - 1           | İçel İdman Yurdu           |

### Cinquième tour
Le tirage au sort a eu lieu le 6 novembre 2019. La programmation des matchs a été annoncée le 20 novembre 2019. 
| Équipe              | Aller | Total  | Retour  | Équipe              |
| ------------------- | ----- | ------ | ------- | ------------------- |
| Kasımpaşa SK        | 2 - 1 | 4 - 3  | 2 - 2ap | Vanspor             |
| Eyüpspor            | 0 - 3 | 2 - 5  | 2 - 2   | Antalyaspor         |
| Çaykur Rizespor     | 3 - 2 | 4 - 3  | 1 - 1   | Samsunspor          |
| Alanyaspor          | 5 - 1 | 12 - 2 | 7 - 1   | Adanaspor           |
| Galatasaray SK      | 0 - 2 | 4 - 2  | 4 - 0   | Tuzlaspor           |
| Beşiktaş            | 3 - 0 | 3 - 2  | 0 - 2   | 24 Erzincanspor     |
| Yeni Malatyaspor    | 3 - 1 | 5 - 3  | 2 - 2   | Keçiörengücü        |
| Kırklarelispor      | 2 - 1 | 4 - 4  | 2 - 3   | Gaziantep FK        |
| Esenler Erokspor    | 0 - 2 | 1 - 2  | 1 - 0   | Sivasspor           |
| Fatih Karagümrük SK | 1 - 2 | 2 - 4  | 1 - 2   | Göztepe SK          |
| Fenerbahçe SK       | 4 - 0 | 6 - 0  | 2 - 0   | Istanbulspor        |
| Kayserispor         | 3 - 2 | 6 - 5  | 3 - 3   | Manisa FK           |
| Altınordu FK        | 3 - 5 | 5 - 7  | 2 - 2   | Denizlispor         |
| Hekimoğlu Trabzon   | 0 - 1 | 0 - 3  | 0 - 2   | İstanbul Başakşehir |
| Bursaspor           | 2 - 4 | 4 - 5  | 2 - 1   | BB Erzurumspor      |
| Altay SK            | 1 - 2 | 1 - 6  | 1 - 4   | Trabzonspor         |

### Huitièmes de finale
Le tirage au sort a eu lieu le 20 décembre 2019. La programmation des matchs a été annoncée le 3 janvier 2020.
| Équipe              | Aller | Total           | Retour  | Équipe           |
| ------------------- | ----- | --------------- | ------- | ---------------- |
| İstanbul Başakşehir | 1 - 1 | 1 - 1           | 0 - 0   | Kırklarelispor   |
| Kayserispor         | 0 - 0 | 0 - 2           | 0 - 2   | Fenerbahçe SK    |
| Alanyaspor          | 3 - 1 | 5 - 4           | 2 - 3   | Kasımpaşa SK     |
| Antalyaspor         | 4 - 3 | 6 - 5           | 2 - 2   | Göztepe SK       |
| BB Erzurumspor      | 3 - 2 | 6 - 4           | 3 - 2   | Beşiktaş         |
| Sivasspor           | 4 - 0 | 5 - 2           | 1 - 2   | Yeni Malatyaspor |
| Trabzonspor         | 2 - 0 | 2 - 2 4 - 2 tab | 0 - 2ap | Denizlispor      |
| Çaykur Rizespor     | 1 - 1 | 2 - 3           | 1 - 2   | Galatasaray SK   |

### Quarts de finale
Le tirage au sort a eu lieu le 24 janvier 2020. La programmation des matchs a été annoncée le 30 janvier 2020.
| Équipe         | Aller | Total | Retour | Équipe         |
| -------------- | ----- | ----- | ------ | -------------- |
| Trabzonspor    | 5 - 0 | 9 - 1 | 4 - 1  | BB Erzurumspor |
| Kırklarelispor | 0 - 3 | 0 - 4 | 0 - 1  | Fenerbahçe SK  |
| Alanyaspor     | 2 - 0 | 3 - 3 | 1 - 3  | Galatasaray SK |
| Antalyaspor    | 0 - 0 | 1 - 1 | 1 - 1  | Sivasspor      |

### Demi-finales
La programmation des matchs a été annoncée le 21 février 2020.
| Équipe      | Aller | Total | Retour | Équipe        |
| ----------- | ----- | ----- | ------ | ------------- |
| Trabzonspor | 2 - 1 | 5 - 2 | 3 - 1  | Fenerbahçe SK |
| Antalyaspor | 0 - 1 | 0 - 5 | 0 - 4  | Alanyaspor    |

### Finale
| 29 juillet 2020 | Trabzonspor                                 | 2 - 0   | Alanyaspor | Atatürk Olimpiyat Stadyumu, Istanbul |                           |
| 21h30           | Abdülkadir Ömür 25e · Alexander Sørloth 90+ | (1 - 0) |            | Arbitrage : Ali Palabıyık            | Arbitrage : Ali Palabıyık |
| 21h30           | Rapport                                     |         |            | Arbitrage : Ali Palabıyık            | Arbitrage : Ali Palabıyık |

## Meilleurs buteurs
| # | Buteur             | Club            | Buts |
| - | ------------------ | --------------- | ---- |
| 1 | Óscar Estupiñán    | Denizlispor     | 7    |
| 1 | Oltan Karakullukçu | BB Erzurumspor  | 7    |
| 1 | Alexander Sørloth  | Trabzonspor     | 7    |
| 4 | Marko Scepovic     | Çaykur Rizespor | 4    |
| 4 | Abdulkadir Kuzey   | Keçiörengücü    | 4    |
| 4 | Harun Özcan        | Eyüpspor        | 4    |
| 4 | Kenan Özer         | Gaziantep FK    | 4    |
| 4 | Ahmethan Köse      | Samsunspor      | 4    |